# Crnkovič
Crnkovič je priimek v Sloveniji, ki ga je po podatkih Statističnega urada Republike Slovenije na dan 1. januarja 2010 uporabljalo 57 oseb in je med vsemi priimki po pogostosti uporabe uvrščen na 6.839. mesto.

## Znani nosilci priimka
- Marko Crnkovič (*1962), novinar, kritik, kolumnist
- Milan Crnkovič, TV snemalec
- Patricija Crnkovič, plesalka in koreografinja
- Rudi (Rudolf) Crnković (1922 - 1991), ekonomist, univ. prof.
- Zoran Crnkovič, glasbenik, kitarist